# Уддевалла (футбольный клуб)
«Уддевалла» (швед. Idrottsföreningen Kamraterna Uddevalla) — шведский футбольный клуб из одноимённого города, в настоящий момент выступает в Дивизионе 1, третьем по силе дивизионе Швеции. Клуб основан в 1905 году, домашние матчи проводит на стадионе «Камратгорден». В высшем дивизионе чемпионата Швеции «Уддевалла», в период с 1925 по 1927 годы провела в общей сложности 2 сезона, лучшим из которых стал сезон 1925/26, когда она стала десятой в итоговой таблице чемпионата. Первоначально футбольная команда является частью спортивного клуба «Уддевалла», в котором кроме футбола культивировались борьба, плавание, лыжные гонки, лёгкая атлетика, хоккей, гандбол и фигурное катание, но в настоящее время в клубе существует лишь футбольная команда.

## Известные игроки и воспитанники
- Хейдар Гейр Юльюссон
- Анжело Вега

## Известные тренеры
- Йожеф Надь